# Майкъл Паренти
Майкъл Джон Паренти (на английски: Michael John Parenti) е американски историк, университетски преподавател, публицист и граждански активист, известен със своите изследвания върху теорията и практиката на марксизма, историята на съветския социализъм и последователната си критика от леви позиции към вътрешната и външната политика на собствената си страна.
Паренти е популярно лице на антивоенното движение от периода на Виетнамската война и изтъкнат представител на т. нар. „леви интелектуалци“ в САЩ.

## Произведения на български
- „Левият антикомунизъм“ (1997)[1]
- „Класова война ли?“[2]
- „Да убиеш един народ. Агресията срещу Югославия“ (2002)[3]